# Brooklyn Nets
A Brooklyn Nets egy profi kosárlabdacsapat, amely az NBA Keleti főcsoportjában, az Atlanti csoportban játszik. A csapatot 2012-ig korábbi székhelye miatt New Jersey Netsnek hívták.

## A csapat arénái
- Teaneck Armory (1967–1968)
- Long Island Arena (1968–1969)
- Island Garden (1969–1972)
- Nassau Veterans Memorial Coliseum (1972–1977)
- Rutgers Athletic Center (1977–1981)
- Brendan T. Byrne Arena/Continental Airlines Arena/Izod Center (1981–2010)
- Prudential Center (2010–2012 a tervek szerint)
- Barclays Center (2012-től, jelenleg építés alatt)

## Franchise történet

### 1967–1976 – Az ABA-évek
A franchise-t 1967-ben alapították az ABA (American Basketball Association, Amerikai Kosárlabda Egyesület) részeként. A csapat eredeti neve New Jersey Americans, első szezonjukat Teaneckben (New Jersey) játszották végig, mielőtt a székhellyel együtt a nevüket is lecserélték. Long Island lett az új székhely, a névválasztásban pedig figyelembe vették New York másik két profi sportcsapatát: a New York Mets és a New York Jets nevére rímelő New York Nets lett belőlük.
1972-ben, két évvel Rick Barry megszerzése után, a Nets előretört az ABA döntőjébe. Mindemellett nem tudták legyőzni az Indiana Pacers csapatát, 4:2 arányban vesztettek. Barry az utószezon után elhagyta a Netst, visszaküldve őket ezzel a csapatépítés szakaszába. Az 1972–73-as szezon egyike volt a csalódásoknak – a Nets mindössze 30 meccset nyert. Az 1973-as offseason alatt megszerezték Julius Ervinget (beceneve: Dr. J) a Virginia Squires-től.
1973–74-ben Ervinggel együtt drámaian megnőtt a Nets teljesítménye, 55 győzelemmel zárták a szezont.  Miután Ervinget az ABA legértékesebb játékosává (MVP – Most Valuable Player) választották, a Nets előrenyomult a rájátszásban (playoff), és a Utah Stars legyőzésével az 1974-es ABA döntőben elnyerték első címüket. A következő szezonban 58 meccset nyertek meg, de az 1975-ös ABA döntőből a Spirits of St. Louis 4:1 arányban kiütötte őket. Erving vezetésével egy 55 győzelemmel tarkított szezont zártak 1976-ban, Ervinget ez után ismét jelölték MVP-nek. Egy fárasztó Denver Nuggets elleni szezon után a Nets ismét ABA-bajnok lett (megnyerve az utolsó ABA-bajnokságot) – ez a második bajnokságuk három éven belül.

### 1976–1980 – Költözés az NBA-be és New Jersey-be
1976 nyarán az ABA és az NBA egyesült. Az egyesülésről szóló szerződés részeként az ABA négy csapata (köztük a Nets) csatlakozott az NBA-hez. A Nets 3 millió dollárt az NBA-nek, 4,8 millió dollárt a New York Knicksnek fizetett ki, előbbit a csatlakozásért, utóbbit a Knicks területére való "betörésért". Az adott helyzetbenszabb eredményével (22–60) fejezte be.
Az 1977–78-as szezont megelőzően a csapat tulajdonosa, Roy Boe visszaköltöztette a csapatot New Jersey-be, a csapat új neve New Jersey Nets. Amíg a játékosok a Meadowlands Sports Complex-beli új aréna befejezésére vártak, négy szezont töltöttek a Louis Brown Athletic Centerben, a Rutgers University területén (akkoriban Rutgers Athletic Centernek hívták). 1978-ban Boe eladta a csapatot hét helyi üzletembernek (vezetés: Joe Taub és Alan Cohen), akik "Secausus Hetes" néven váltak ismertté. A New Jersey-ben eltöltött első négy év csalódás volt, a Nets négy egymást követő vesztes szezont szenvedett végig.

### Az 1980-as évek
A csapat 1981-ben a Brendan Nyrne Arenaba költözött (ez a mai Continental Airlines Arena), és mérsékelt sikereket ért el négy egymást követő nyertes szezonban. 1982-83-ban, Larry Brown edzősége mellett, a Nets legjobb évadát zárhatta az NBA-be való belépése óta. Brown elfogadta a University of Kansas edzői posztját, és a szezon utolsó egy hónapjában felmentették edzői feladatai alól. A Nets sosem állt helyre az edzőcsere után, és elvesztette a rájátszások első fordulóját.
Az 1983–84-es szezonban a Nets elérte azt a keretet, melyet a legjobbnak hittek, mióta csatlakoztak a ligához. Darryl Dawkins, Buck Williams, Otis Birdsong és Micheal Ray Richardson vezetésével a Nets megnyerte első NBA rájátszás sorozatát, a rájátszás első körében legyőzve a címvédő Philadelphia csapatát, mielőtt elbuktak volna a Milwaukee Bucksszal szemben az északi főcsoport elődöntőjében 6 játék alatt.
Sérülések gyötörték a csapatot az 1984–85-ös szezonban, de a Netsnek még mindig sikerült 42 meccset megnyernie, mielőtt a playoffban a Detroit Pistons három játékban kiütötte őket. A Nets a következő hét szezonban nem jutott be a rájátszásba (az 1991–92-es szezonig), és nem dicsekedhetett végső győzelemmel az 1992-93-as idényig.

### Az 1990-es évek
Az 1990-es évek elején a Nets fiatal játékosok magja körül kezdett fejlődni, amikor draftolták Derrick Colemant és Kenny Andersont, és megszerezték Dražen Petrovićot a Portland Trail Blazersszel való trade során. Az 1991–92-es szezon veszteségei ellenére a Nets bekerült a rájátszásba, de az első körben kikapott a Cleveland Cavalierstől, 3:1 arányban.
A csapat jelentősen fejlődött 1992–93-ban, a Coleman–Petrović–Anderson trió és Chuck Daly edző irányítása alatt. Sajnos Anderson és Petrović sérülése a szezon végén a csapatot egy 1–10 arányú hirtelen negatív hullámba döntötte, így a Nets 43–39-cel fejezte be az évadot, a Keleti Főcsoport 6. kiemeltjeként. Az első körben ismét a Cavaliers ellen harcoltak, ám Anderson frissen felgyógyult törött karjával és Petrović sérült térdével elvesztették a kemény 5 játékból álló párharcot. A csapat lelkesedését a fejlődéssel kapcsolatban egy sajnálatos eset teljesen szétzúzta: június 7-én Németországban Petrović egy autóbalesetben elhunyt. 28 éves volt.
Petrović tragikus és lesújtó elvesztése ellenére a Nets 45 játékot nyert az 1993–94-es szezon alatt, a rájátszásban pedig a New York Knickstől kapott ki 3:1 arányban. Daly az évad után lemondott, az új főedző Butch Beard lett.
A csapat az évtized maradékában csak küzdött. A 90-es évek közepén az NBA fő image-problémáját az önző, éretlen játékosok jelentették, és ha látni akartál egy embert, aki megtestesítette ezt a képet, csak egy pillantást kellett vetned a Netsre. 1995-ben Coleman ennek a problémának megszemélyesítőjeként feszített a Sports Illustrated címlapján, de nem ő volt az egyetlen jelölt erre a posztra – a lap választhatta volna az ugyancsak a Nets rosterét erősítő Andersont, Benoit Benjamint, Dwayne Schntziust vagy Chris Morrist. A csapat képe a nyilvánosság felé annyira silány volt, hogy a vezetés új névválasztást fontolgatott ("Swamp Dragons" = mocsári sárkányok), végül mégis elvetették az ötletet. Az 1994–95-ös és az 1995–96-os szezont egyaránt 30–52-es eredménnyel zárta a Nets.
Az újrakezdés érdekében Colemant és Andersont eladták az 1995–96-os évad közben, és John Calipari vette át Beard helyét főedzőként a szezon végén. Kerry Kittles az 1996-os drafttal került a csapathoz, és az 1996–97-es szezon félidejében a Nets eladta Sam Cassellt. A 26-56 végeredményű idény után, 1997 júniusában nagy draft-napot tartott a csapat, melynek során megszerezték Keith Van Hornt, Lucious Harrist és két másik játékost Tim Thomasért cserébe. Az egyetlen csapattag, akit a vezetőség a 90-es évek elejéről megtartott, az időközben rebound-specialistává fejlődött Jayson Williams volt.
Az 1997–98-as szezon a Nets számára fény volt a 90-es évek éjszakájában. A csapat jól játszott Calipari irányításával, 43 játékot nyertek, és az évad utolsó napján bejutottak a rájátszásba. 8. helyen emelték ki az együttest a Keleti főcsoportban, de a Chicago Bulls ellen három játékból vesztettek.
A "Secaucus Hetes" 1998-ban eladta a csapatot helyi befektetőnek, akik a következő évben aláírtak egy szerződést a New York Yankees tulajdonosával, George Steinbrennerrel, így jött létre a YankeeNets, egy holding-társaság, ami a két csapatot és a velük járó növekvő befolyást birtokolta. A sugárzást illetően hosszas tárgyalások folytak számos csatorna vezetőivel, köztük a jelenlegi jogtulajdonossal (Cablevision), végül egy új helyi sportcsatorna elindítása mellett döntöttek (YES Network).
Az 1998–99-es szezont három hónapos késedelemmel kezdték el. Amikor az 50 játékra szűkített évad elkezdődött, a Nets a szakértők kedvelt választása volt, ha meglepetés csapatról volt szó. Cassell az első játékban lesérült, és a csapat rosszul kezdett. A 3–15-ös eredményt produkáló, erősen alulteljesítő Nets eladta Cassellt a Bucksnak, és megszerezték Stephon Marburyt a Minnesota Timberwolvestól. Két további veszteség után Caliparit kirúgták. A csapatnak nem sikerült a rossz kezdet után kilábalni a helyzetből, 16–34-es végeredménnyel zártak. A rájátszásba sem kerültek be, miután Marbury egy Atlanta Hawks elleni meccsen összeütközött Williamsszel, és eltörte a sípcsontját – soha többé nem játszott az NBA-ben.

### 2012-től új név, új logó, új hely,"Hello Brooklyn"
A Nets átköltözött Brooklynba, és immáron az új, Jay-Z által tervezett logóval játszanak.